# 요아힘 마이스너

추기경 문장

요아힘 마이스너(독일어: Joachim Meisner, 1933년 12월 25일 ~ 2017년 7월 5일)는 독일 가톨릭교회의 추기경이다. 1983년 추기경에 서임되었다. 1980년부터 1989년까지 베를린 교구장을 지낸 후에 1989년부터 2014년 은퇴할 때까지 쾰른 대교구장을 지냈다. 그는 독일 가톨릭교회의 보수파를 이끄는 거두 중의 한 사람이었다.

## 젊은 시절과 사제 서품
마이스너는 1933년 12월 25일 독일 브레슬라우(오늘날 폴란드의 브로츠와프)에서 태어났다. 1959년부터 1962년까지 동베를린과 에르푸르트의 신학교에서 공부하다가 1962년 4월 8일 부제 서품을 받았다. 1962년 12월 22일 그는 사제 서품을 받았다.
1963년부터 1975년까지 마이스너는 하일바트 하일리겐슈타트의 성 질스 본당과 에르푸르트의 성십자가 본당의 주임 신부를 지냈다. 또한 카리타스의 교구 국장을 역임하였다. 사제로 지내는 동안 그는 1969년 로마에 있는 교황청립 그레고리오 대학교에서 신학 박사학위를 받았다.

## 주교
1975년 그는 에르푸트-마이닝겐 임시 관리 교구 보좌 주교 겸 비나 명의주교로 지명되었다. 1977년 독일 교회 대표로 뽑혀 바티칸에 소집된 제4차 세계주교대의원회의에 참석한 그는 폴란드의 카롤 보이티와 추기경과 우정을 맺었다. 카롤 보이티와 추기경은 1980년 교황 요한 바오로 2세가 된 후에 1983년 2월 2일 추기경회의에서 마이스너를 베를린 교구장에 임명함과 동시에 산타 푸덴치아나 성당의 사제급 추기경에 서임하였다.
1988년 요제프 회프너 추기경이 선종하자 마이스너가 그의 뒤를 이어 쾰른 대교구장에 임명되었다. 마이스너는 교황 베네딕토 16세가 선출된 2005년 콘클라베에 참석한 추기경들 가운데 한 사람이었다. 그는 쾰른 대교구에서 열린 제20차 세계청년대회를 담당하였는데, 당시 백만 명 이상의 인원이 참석하였다.
2012년 9월 18일 마이스너는 교황 베네딕토 16세에 의해 2012년 10월 세계주교대의원회의 교부로 지명되었다.
마이스너는 교황 프란치스코가 선출된 2013년 콘클라베에 참석하였다. 교황 프란치스코의 즉위미사 때, 마이스너는 추기경단의 대표 자격으로 새 교황에게 순명 서약을 한 여섯 명의 추기경들 가운데 한 사람이었다.
2013년 12월 25일부로 나이가 80세가 되자 마이스너는 2014년 2월 28일 교황 프란치스코에게 사임서를 제출해 허락받았다.
마이스너는 바이에른의 바트퓌싱에서 안식년을 지내다가 2017년 7월 5일 선종하였다.